# Чејфи (Мисури)
Чејфи (енгл. Chaffee) град је у америчкој савезној држави Мисури.

## Демографија
По попису из 2010. године број становника је 2.955, што је 89 (-2,9%) становника мање него 2000. године.
| Група             | 2000.         | 2010.         |
| Белци             | 2.974 (97,7%) | 2.866 (97,0%) |
| Афроамериканци    | 2 (0,1%)      | 15 (0,5%)     |
| Азијати           | 2 (0,1%)      | 3 (0,1%)      |
| Хиспаноамериканци | 36 (1,2%)     | 37 (1,3%)     |
| Укупно            | 3.044         | 2.955         |